# Quisqueya
Quisqueya  (лат.) — род многолетних травянистых растений подтрибы Laeliinae трибы Epidendreae, подсемейства Эпидендровые, семейства Орхидные. 
Аббревиатура родового названия — Qui.

## Виды
Список видов по данным The Plant List:
- Quisqueya ekmanii Dod
- Quisqueya holdridgei Dod
- Quisqueya karstii Dod
- Quisqueya rosea (Mansf.) Dod